# Élections générales espagnoles d'avril 2019 en Galice
Les élections générales espagnoles d'avril 2019 (en espagnol : Elecciones generales de España de abril de 2019) se sont tenues le dimanche 28 avril 2019 afin d'élire les 350 députés et 208 des 266 sénateurs de la XIIIe législature des Cortes Generales. 23 députés sont élus en Galice.

## Résultats
| Parti                  | Parti                                                   | Voix      | %     | +/-   | Sièges | +/-           |  |
| ---------------------- | ------------------------------------------------------- | --------- | ----- | ----- | ------ | ------------- |  |
|                        | Parti des socialistes de Galice (PSdeG-PSOE)            | 528 195   | 32,09 | 9,88  | 10     | 4             |  |
|                        | Parti populaire (PP)                                    | 451 300   | 27,42 | 14,11 | 9      | 3             |  |
|                        | En Común-Unidas Podemos (EC-UP)                         | 238 061   | 14,46 | 7,72  | 2      | 3             |  |
|                        | Ciudadanos (Cs)                                         | 184 045   | 11,18 | 2,56  | 2      | 2             |  |
|                        | Bloc nationaliste galicien (BNG)                        | 94 433    | 5,74  | 2,85  | 0      | en stagnation |  |
|                        | Vox                                                     | 87 047    | 5,29  | 5,22  | 0      | en stagnation |  |
|                        | En Marea                                                | 17 899    | 1,09  | Nv.   | 0      | en stagnation |  |
|                        | Parti animaliste contre la maltraitance animale (PACMA) | 17 213    | 1,05  | 0,03  | 0      | en stagnation |  |
|                        | Recortes Cero-Grupo Verde (RC-GV)                       | 2 846     | 0,17  | 0,08  | 0      | en stagnation |  |
|                        | Engagement pour la Galice (CxG)                         | 2 760     | 0,17  | Nv.   | 0      | en stagnation |  |
|                        | Parti communiste ouvrier espagnol (PCOE)                | 1 814     | 0,11  | Nv.   | 0      | en stagnation |  |
|                        | Parti communiste des travailleurs galiciens (PCTG)      | 1 648     | 0,10  | Nv.   | 0      | en stagnation |  |
|                        | Autres partis                                           | 1 507     | 0,09  | -     | 0      | -             |  |
|                        | Vote blanc                                              | 17 282    | 1,05  | 0,11  |        |               |  |
|                        |                                                         |           |       |       |        |               |  |
| Suffrages exprimés     | Suffrages exprimés                                      | 1 646 050 | 98,57 |       |        |               |  |
| Votes nuls             | Votes nuls                                              | 23 819    | 1,43  |       |        |               |  |
| Total                  | Total                                                   | 1 669 869 | 100   | -     | 23     | en stagnation |  |
| Abstention             | Abstention                                              | 1 029 254 | 38,13 |       |        |               |  |
| Inscrits/Participation | Inscrits/Participation                                  | 2 699 123 | 61,87 |       |        |               |  |

### Résultats par provinces

#### La Corogne
| Parti                  | Parti                                                   | Voix      | %     | +/-   | Sièges | +/-           |  |
| ---------------------- | ------------------------------------------------------- | --------- | ----- | ----- | ------ | ------------- |  |
|                        | Parti des socialistes de Galice (PSdeG-PSOE)            | 212 665   | 31,40 | 9,64  | 3      | 1             |  |
|                        | Parti populaire (PP)                                    | 172 799   | 25,51 | 14,57 | 3      | 1             |  |
|                        | En Común-Unidas Podemos (EC-UP)                         | 100 019   | 14,77 | 8,32  | 1      | 1             |  |
|                        | Ciudadanos (Cs)                                         | 81 677    | 12,06 | 2,68  | 1      | 1             |  |
|                        | Bloc nationaliste galicien (BNG)                        | 45 095    | 6,66  | 3,65  | 0      | en stagnation |  |
|                        | Vox                                                     | 38 187    | 5,64  | 5,48  | 0      | en stagnation |  |
|                        | Parti animaliste contre la maltraitance animale (PACMA) | 7 176     | 1,06  | 0,01  | 0      | en stagnation |  |
|                        | En Marea                                                | 6 806     | 1,00  | Nv.   | 0      | en stagnation |  |
|                        | Parti communiste ouvrier espagnol (PCOE)                | 1 814     | 0,27  | Nv.   | 0      | en stagnation |  |
|                        | Recortes Cero-Grupo Verde (RC-GV)                       | 1 331     | 0,20  | 0,05  | 0      | en stagnation |  |
|                        | Engagement pour la Galice (CxG)                         | 1 272     | 0,19  | Nv.   | 0      | en stagnation |  |
|                        | Parti communiste des travailleurs galiciens (PCTG)      | 600       | 0,09  | Nv.   | 0      | en stagnation |  |
|                        | Vote blanc                                              | 7 901     | 1,17  | 0,13  |        |               |  |
|                        |                                                         |           |       |       |        |               |  |
| Suffrages exprimés     | Suffrages exprimés                                      | 677 342   | 98,68 |       |        |               |  |
| Votes nuls             | Votes nuls                                              | 9 067     | 1,32  |       |        |               |  |
| Total                  | Total                                                   | 686 409   | 100   | -     | 8      | en stagnation |  |
| Abstention             | Abstention                                              | 401 447   | 36,90 |       |        |               |  |
| Inscrits/Participation | Inscrits/Participation                                  | 1 087 856 | 63,10 |       |        |               |  |

#### Lugo
| Parti                  | Parti                                                   | Voix    | %     | +/-   | Sièges | +/-           |  |
| ---------------------- | ------------------------------------------------------- | ------- | ----- | ----- | ------ | ------------- |  |
|                        | Parti populaire (PP)                                    | 67 191  | 33,60 | 13,83 | 2      | en stagnation |  |
|                        | Parti des socialistes de Galice (PSdeG-PSOE)            | 66 441  | 33,22 | 9,49  | 2      | 1             |  |
|                        | En Común-Unidas Podemos (EC-UP)                         | 20 282  | 10,14 | 6,83  | 0      | 1             |  |
|                        | Ciudadanos (Cs)                                         | 17 812  | 8,91  | 1,99  | 0      | en stagnation |  |
|                        | Vox                                                     | 11 450  | 5,73  | Nv.   | 0      | en stagnation |  |
|                        | Bloc nationaliste galicien (BNG)                        | 9 658   | 4,83  | 2,23  | 0      | en stagnation |  |
|                        | En Marea                                                | 2 168   | 1,08  | Nv.   | 0      | en stagnation |  |
|                        | Parti animaliste contre la maltraitance animale (PACMA) | 1 602   | 0,80  | 0,20  | 0      | en stagnation |  |
|                        | Engagement pour la Galice (CxG)                         | 391     | 0,20  | Nv.   | 0      | en stagnation |  |
|                        | Recortes Cero-Grupo Verde (RC-GV)                       | 306     | 0,15  | 0,12  | 0      | en stagnation |  |
|                        | Parti communiste des travailleurs galiciens (PCTG)      | 304     | 0,15  | Nv.   | 0      | en stagnation |  |
|                        | Convergence 21 (C21)                                    | 73      | 0,04  | Nv.   | 0      | en stagnation |  |
|                        | Vote blanc                                              | 2 320   | 1,16  | 0,08  |        |               |  |
|                        |                                                         |         |       |       |        |               |  |
| Suffrages exprimés     | Suffrages exprimés                                      | 199 998 | 98,16 |       |        |               |  |
| Votes nuls             | Votes nuls                                              | 3 753   | 1,84  |       |        |               |  |
| Total                  | Total                                                   | 203 751 | 100   | -     | 4      | en stagnation |  |
| Abstention             | Abstention                                              | 141 287 | 40,95 |       |        |               |  |
| Inscrits/Participation | Inscrits/Participation                                  | 345 038 | 59,05 |       |        |               |  |

#### Ourense
| Parti                  | Parti                                                   | Voix    | %     | +/-   | Sièges | +/-           |  |
| ---------------------- | ------------------------------------------------------- | ------- | ----- | ----- | ------ | ------------- |  |
|                        | Parti populaire (PP)                                    | 67 020  | 34,81 | 14,89 | 2      | 1             |  |
|                        | Parti des socialistes de Galice (PSdeG-PSOE)            | 63 304  | 32,88 | 9,55  | 2      | 1             |  |
|                        | Ciudadanos (Cs)                                         | 20 689  | 10,75 | 3,70  | 0      | en stagnation |  |
|                        | En Común-Unidas Podemos (EC-UP)                         | 17 213  | 8,94  | 6,71  | 0      | en stagnation |  |
|                        | Vox                                                     | 9 984   | 5,19  | Nv.   | 0      | en stagnation |  |
|                        | Bloc nationaliste galicien (BNG)                        | 7 548   | 3,92  | 1,71  | 0      | en stagnation |  |
|                        | En Marea                                                | 2 220   | 1,15  | Nv.   | 0      | en stagnation |  |
|                        | Parti animaliste contre la maltraitance animale (PACMA) | 1 576   | 0,82  | 0,08  | 0      | en stagnation |  |
|                        | Vivre Ourense (VOU)                                     | 335     | 0,17  | Nv.   | 0      | en stagnation |  |
|                        | Engagement pour la Galice (CxG)                         | 272     | 0,14  | Nv.   | 0      | en stagnation |  |
|                        | Pour un monde + juste (PUM+J)                           | 213     | 0,11  | Nv.   | 0      | en stagnation |  |
|                        | Recortes Cero-Grupo Verde (RC-GV)                       | 202     | 0,10  | 0,12  | 0      | en stagnation |  |
|                        | Parti communiste des travailleurs galiciens (PCTG)      | 143     | 0,07  | Nv.   | 0      | en stagnation |  |
|                        | Vote blanc                                              | 1 804   | 0,94  | 0,12  |        |               |  |
|                        |                                                         |         |       |       |        |               |  |
| Suffrages exprimés     | Suffrages exprimés                                      | 192 523 | 98,77 |       |        |               |  |
| Votes nuls             | Votes nuls                                              | 2 390   | 1,23  |       |        |               |  |
| Total                  | Total                                                   | 194 913 | 100   | -     | 4      | en stagnation |  |
| Abstention             | Abstention                                              | 166 275 | 46,04 |       |        |               |  |
| Inscrits/Participation | Inscrits/Participation                                  | 361 188 | 53,96 |       |        |               |  |

#### Pontevedra
| Parti                  | Parti                                                   | Voix    | %     | +/-           | Sièges | +/-           |  |
| ---------------------- | ------------------------------------------------------- | ------- | ----- | ------------- | ------ | ------------- |  |
|                        | Parti des socialistes de Galice (PSdeG-PSOE)            | 185 785 | 32,24 | 10,43         | 3      | 1             |  |
|                        | Parti populaire (PP)                                    | 144 290 | 25,04 | 13,32         | 2      | 1             |  |
|                        | En Común-Unidas Podemos (EC-UP)                         | 100 547 | 17,45 | 7,72          | 1      | 1             |  |
|                        | Ciudadanos (Cs)                                         | 63 867  | 11,08 | 2,21          | 1      | 1             |  |
|                        | Bloc nationaliste galicien (BNG)                        | 32 132  | 5,58  | 2,50          | 0      | en stagnation |  |
|                        | Vox                                                     | 27 426  | 4,76  | Nv.           | 0      | en stagnation |  |
|                        | Parti animaliste contre la maltraitance animale (PACMA) | 6 859   | 1,19  | en stagnation | 0      | en stagnation |  |
|                        | En Marea                                                | 6 705   | 1,16  | Nv.           | 0      | en stagnation |  |
|                        | Recortes Cero-Grupo Verde (RC-GV)                       | 1 007   | 0,17  | 0,08          | 0      | en stagnation |  |
|                        | Sièges en blanc (EB)                                    | 886     | 0,15  | 0,01          | 0      | en stagnation |  |
|                        | Engagement pour la Galice (CxG)                         | 825     | 0,14  | Nv.           | 0      | en stagnation |  |
|                        | Parti communiste des travailleurs galiciens (PCTG)      | 601     | 0,10  | Nv.           | 0      | en stagnation |  |
|                        | Vote blanc                                              | 5 257   | 0,91  | 0,10          |        |               |  |
|                        |                                                         |         |       |               |        |               |  |
| Suffrages exprimés     | Suffrages exprimés                                      | 576 187 | 98,53 |               |        |               |  |
| Votes nuls             | Votes nuls                                              | 8 609   | 1,47  |               |        |               |  |
| Total                  | Total                                                   | 584 796 | 100   | -             | 7      | en stagnation |  |
| Abstention             | Abstention                                              | 320 245 | 35,38 |               |        |               |  |
| Inscrits/Participation | Inscrits/Participation                                  | 905 041 | 64,62 |               |        |               |  |